# با موآکا سیماکالا
با موآکا سیماکالا (انگلیسی: Ba-Muaka Simakala؛ زادهٔ ۲۸ ژانویهٔ ۱۹۹۷) بازیکن فوتبال اهل آلمان است.
از باشگاه‌هایی که در آن بازی کرده‌است می‌توان به باشگاه فوتبال آلمانیا آخن اشاره کرد.
وی همچنین در تیم ملی فوتبال جوانان آلمان بازی کرده‌است.